# Абдуличи
Абдуличи (серб. Абдулићи / Abdulići) — село в общине Братунац Республики Сербской Боснии и Герцеговины. Население составляет 210 человек по переписи 2013 года.

## Население[3]
По данным на 1991 год, в селе проживали 327 человек, из них:
- 325 — бошняки,
- 2 — представители иных национальностей.